# Živena

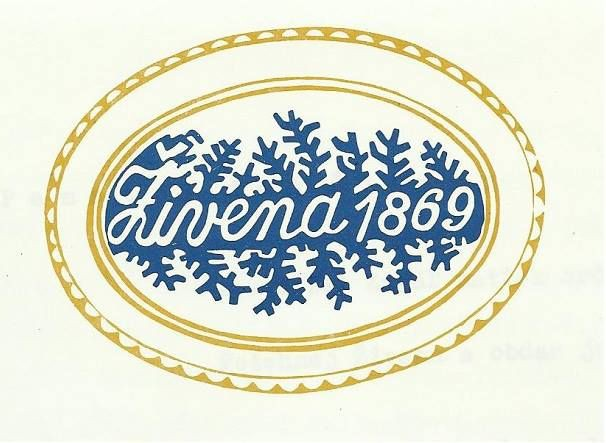
Živenas logo

Živena är en kvinnoförening i Slovakien del av dåvarande Kungariket Ungern, grundad 1869. Det var den första kvinnoorganisationen i Slovakien. 
Föreningen grundades 1869 för att verka för kvinnors tillgång till utbildning och filantropi för fattiga kvinnor, och var en del av den dåvarande nationalistiska rörelsen mot Österrikes övervälde. Den utgav Almanach Živeny (1872, 1885) och Letopis Živena (1896, 1898, 1902, 1906). Elena Maróthy-Šoltésová var dess ordförande 1894-1927 och Terézie Vansová var dess vice ordförande 1869-1902. 
Föreningen var dock modest i sina krav och uppnådde inget av sina mål, som även de mötte motstånd av nationalisternas Národne novíny. Kvinnorörelsen fick inget gehör i Slovakien förrän den 1913 inkorporerades i självständighetsrörelsen. 
Den blev en del av Ženská národní rada under Tjeckoslovakiens tid. 
Den upplöstes 1955. Den återbildades 1990. 